# Jueces 9
Jueces 9 es el noveno capítulo del Libro de los Jueces en el Antiguo Testamento o la Biblia hebrea. Según la tradición judía, el libro fue atribuido al profeta Samuel, pero los eruditos modernos lo consideran parte de la Tradición deuteronómica, que abarca los libros de Deuteronomio a 2 Reyes, atribuidos a escritores nacionalistas y devotamente yahvistas durante la época del rey reformador de Judea Josías en el siglo VII a. C.. Este capítulo registra las actividades del juez hijo de Gedeón, Abimelec, perteneciente a una sección que comprende de Jueces 6 a 9 y una sección mayor de Jueces 6:1 a Jueces 16:31..

## Texto
Este capítulo fue escrito originalmente en hebreo. Está dividido en 57 Versículos.

### Testigos textuales
Algunos de los primeros manuscritos que contienen el texto de este capítulo en hebreo pertenecen a la tradición del Texto Masorético, que incluye el Códice de El Cairo (895), el Códice de Alepo (siglo X) y el Códice Leningradensis (1008). Fragmentos que contienen partes de este capítulo en hebreo fueron encontrados entre los Rollos del Mar Muerto incluyendo 1Q6 (1QJudg; < 68 AEC) con los versículos 1-3, 5-6, 28-31, 40-43, 48-49.

Los manuscritos antiguos existentes de una traducción al griego koiné conocida como la Septuaginta (originalmente se hizo en los últimos siglos AEC) incluyen el Codex Vaticanus (B; {\displaystyle {\mathfrak {G}}}B; siglo IV) y Codex Alexandrinus (A; {\displaystyle {\mathfrak {G}}}A; siglo V). 

## Análisis
Un estudio lingüístico de Chisholm revela que la parte central del Libro de los Jueces (Jueces 3:7-16:31) puede dividirse en dos paneles basados en los seis estribillos que afirman que los israelitas hicieron el mal a los ojos de Yahvé:
Primer panel
A 3:7 ויעשו בני ישראל את הרע בעיני יהוה
Y los hijos de Israel hicieron lo malo ante los ojos del SEÑOR (KJV)
B 3:12 ויספו בני ישראל לעשות הרע בעיני יהוה
Y los hijos de Israel volvieron a hacer el mal otra vez ante los ojos del SEÑOR
B 4:1 ויספו בני ישראל לעשות הרע בעיני יהוה
Y los hijos de Israel volvieron a hacer el mal otra vez ante los ojos del SEÑOR
Segundo panel
A 6:1 ויעשו בני ישראל הרע בעיני יהוה
Y los hijos de Israel hicieron lo malo ante los ojos del SEÑOR
B 10:6 ויספו בני ישראל לעשות הרע בעיני יהוה
Y los hijos de Israel volvieron a hacer el mal otra vez ante los ojos del SEÑOR
B 13:1 ויספו בני ישראל לעשות הרע בעיני יהוה
Y los hijos de Israel hicieron el mal otra vez a los ojos del SEÑOR
Además, a partir de la evidencia lingüística, los verbos utilizados para describir la respuesta del Señor al pecado de Israel tienen patrones quísticos y pueden agruparse para ajustarse a la división anterior:
Primer panel
3:8 וימכרם, «y los vendió», de la raíz מָכַר, makar.
3:12 ויחזק, «y fortaleció», de la raíz חָזַק, khazaq|H|2388}}.
4:2 וימכרם, «y los vendió», de la raíz מָכַר, makar|H|4376}}.
Segundo panel
6:1 ויתנם, «y él les dio,» de la raíz נָתַן, nathan.
10:7 וימכרם, «y los vendió», de la raíz מָכַר, makar.
13:1 ויתנם, «y él les dio,» de la raíz נָתַן, nathan.
Los capítulos 6 a 9 registran el ciclo Gedeón/Abimelec, que consta de dos partes principales:
1. el relato de Gedeón (6:1-8:32)
2. el relato de Abimelec (8:33-9:57).

El relato de Abimelec es en realidad una secuela (y conclusión) del relato de Gedeón, que resuelve una serie de complicaciones originadas en el relato de Gedeón. 
Contiene un prólogo (8:33-35), seguido de dos partes:
1. Parte 1: El ascenso de Abimelec (9:1-24)
2. Parte 2: El declive de Abimelec (9.25-57).

Cada una de estas dos partes tiene una triple división con enlaces entre las divisiones, por lo que presenta la siguiente estructura:
Prólogo (8:33-35)
Parte 1: El Ascenso de Abimelec (9:1-24)
A. La Traición de Abimelec contra la Casa de Jerub-Baal (9:1-6)
B. La fábula vegetal en cuatro partes de Jotam y la maldición condicional (9:7-21)
a. La Fábula (9:7-15)
b. La Maldición (9:16-21)
C. La primera afirmación del narrador (9:22-24)
Parte 2: La Muerte de Abimelec (9:25-57)
A. Los dos actos de traición de Siquem contra Abimelec (9:25-41)
B. El cumplimiento de la fábula: Los tres actos de represión de Abimelec (9:42-55)
a. Primer Acto de Represión (9:42-45)
b. Segundo acto de represión (9:46-49)
c. Tercer acto de represión (9:50-55)
C La segunda afirmación del narrador (9:56-57)

## Comentario general al capítulo 9
El relato de Abimélec resalta una lección central: el único rey legítimo de Israel es el Señor, o aquel a quien Él haya designado. Abimélec, impulsado por la codicia y la ambición, buscó el poder de manera egoísta y cruel, asesinando a sus hermanos para consolidar su posición. Aunque inicialmente convenció al pueblo de Siquem con su retórica, su reinado terminó en fracaso, pues perdió el respaldo de quienes lo apoyaron y dejó a su paso sufrimiento y destrucción.
La fábula de Jotam ilustra cómo quienes poseen dones valiosos (como el olivo, la higuera y la vid) suelen rechazar el liderazgo, mientras que los menos capaces (representados por la zarza) buscan el poder con ansias. Este contraste resalta la diferencia entre Abimélec y los jueces enviados por Dios, quienes lideraban con justicia, trayendo paz y salvación al pueblo. Abimélec, al actuar según sus propios intereses y no bajo la voluntad divina, solo logró provocar caos, muerte y desolación.

## El ascenso de Abimelec (9:1-24)
.

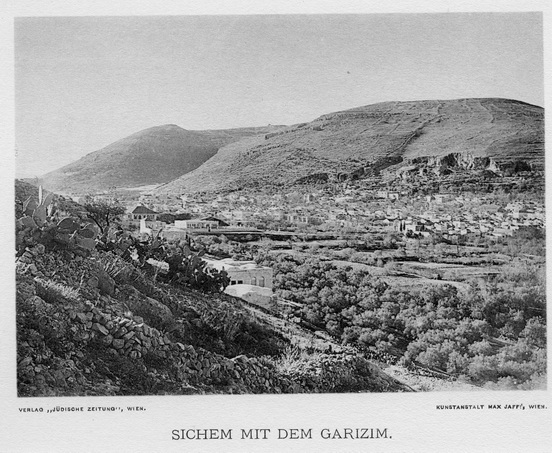
Siquem (la moderna Naplusa) y el monte Gerizim al fondo (al sur de la ciudad), vistos desde el monte Ebal (al norte de la ciudad) en 1912

Tras la muerte de Gedeón, su hijo de una concubina (una esposa secundaria; Jueces 8:31), Abimelec, pidió apoyo a los parientes de su madre en Siquem para sus planes de hacerse con el poder político. Usando el dinero de sus parientes, Abimelec contrató mercenarios (calificados de gente «vacía» y «displicente»; cf. Génesis 49:4) para matar a todos los demás hijos de Gedeón, un total de 70. El hijo menor de Gedeón de los setenta, Jotam, sobrevivió a la matanza y subió a la cima del monte Gerizim para pronunciar un mashal («parábola») al pueblo sobre los árboles útiles, que declinan el gobierno ya que bajo ellos, permiten que la inútil y espinosa zarza reine sobre ellos con desastroso final.  El discurso de Jotam era una queja justa de una persona agraviada que provocaría la venganza mediante la intervención divina, como muestra la historia posterior de la decadencia de Abimelec. La parábola se recita a menudo en Tu BiShvat en Israel hasta hoy. La zarza o «azufaifo» se tradujo del hebreo אטד (atad), es decir, Ziziphus spina-christi («espina de Cristo») que según la tradición cristiana se utilizó para hacer la Corona de espinas colocada en la cabeza de Jesucristo durante la su crucifixión.

### Versículo 5
Y fue a la casa de su padre en Ofra, y mató a sus hermanos los hijos de Jerobaal, setenta hombres, de una sola pedrada. Pero quedó Jotam, el hijo menor de Jerobaal, porque se escondió. 
- «Ofra»: Un lugar dentro del territorio de la tribu de Manasés al oeste del Jordán, sólo mencionado en 5 Versículos de la Biblia Hebrea (Antiguo Testamento): Jueces 6:11, 6:24, 8:27, 8:32, 9:5,[27] todo en relación con Gedeón y con su hijo Abimelec, por tratarse de una propiedad familiar, perteneciente a Joás el abiezerita, padre de Gedeón.[28]Al parecer, se encuentra no lejos de la llanura de Esdrelón (Jueces 6:33s).[28]
- «Setenta hombres»: el mismo número que los hijos de Ajab masacrados en tiempos de Jehú (1 Reyes 10:1-7.[29]
- «Jotam»: su supervivencia recuerda la de Joás, hijo de Ocozías, rey de Judá (1 Reyes 11:1-2).[30]

OpenBible enumera 7 posibles identificaciones en lugares modernos:
1. Afula (55% de confianza)
2. Khirbet Taiyibeh (20% de confianza)
3. Ramat Rahel (menos del 10% de confianza)
4. Et Taiyibeh (menos del 10% de confianza)
5. Silat ad Dhahr (menos del 10% de confianza)
6. Farata (menos del 10% de confianza)
7. Tell el Farah (menos del 10% de confianza)

## La muerte de Abimelec (9:25-57)

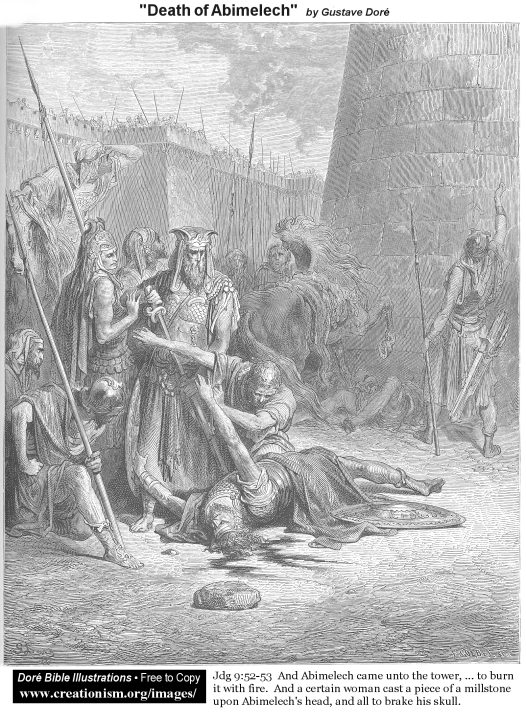
«Muerte de Abimelec» por Gustave Doré. 1866

Como predijo Jotam, el golpe malvado sin 'buena fe' estaba condenado al fracaso (Versículos 16-20) y que los que fueron desleales a Gedeón (Versículos 17-18) también lo serían a Abimelec. El control divino de la desaparición de Abimelec se manifiesta en que YHWH 'envió un espíritu maligno' entre Abimelec y los siquemitas (cf. 1 Samuel 16:14.) Los jefes siquemitas pronto transfirieron sus afectos a un nuevo hombre fuerte mientras intentaban socavar las credenciales de liderazgo de Abimelec mediante las burlas de algunos patanes borrachos. Abimelec y su leal, Zebul, lograron derrotar a Gaal, el retador, y luego procedieron a vengarse aún más del pueblo de Siquem (Versículos 42-49). Abimelec continuó con su venganza en Tubas, otra ciudad fortaleza, pero esta vez, una mujer sin nombre arrojó una piedra de molino superior (símbolo del ámbito doméstico de la mujer) y aplastó el cráneo de Abimelec. Abimelec se apresuró a rogar a su escudero que lo matara para que no se dijera que una mujer lo había matado (cf. 2 Samuel 11:21). Con la muerte de Abimelec concluye toda la Narrativa de Gedeón.

### Versículos 52-53

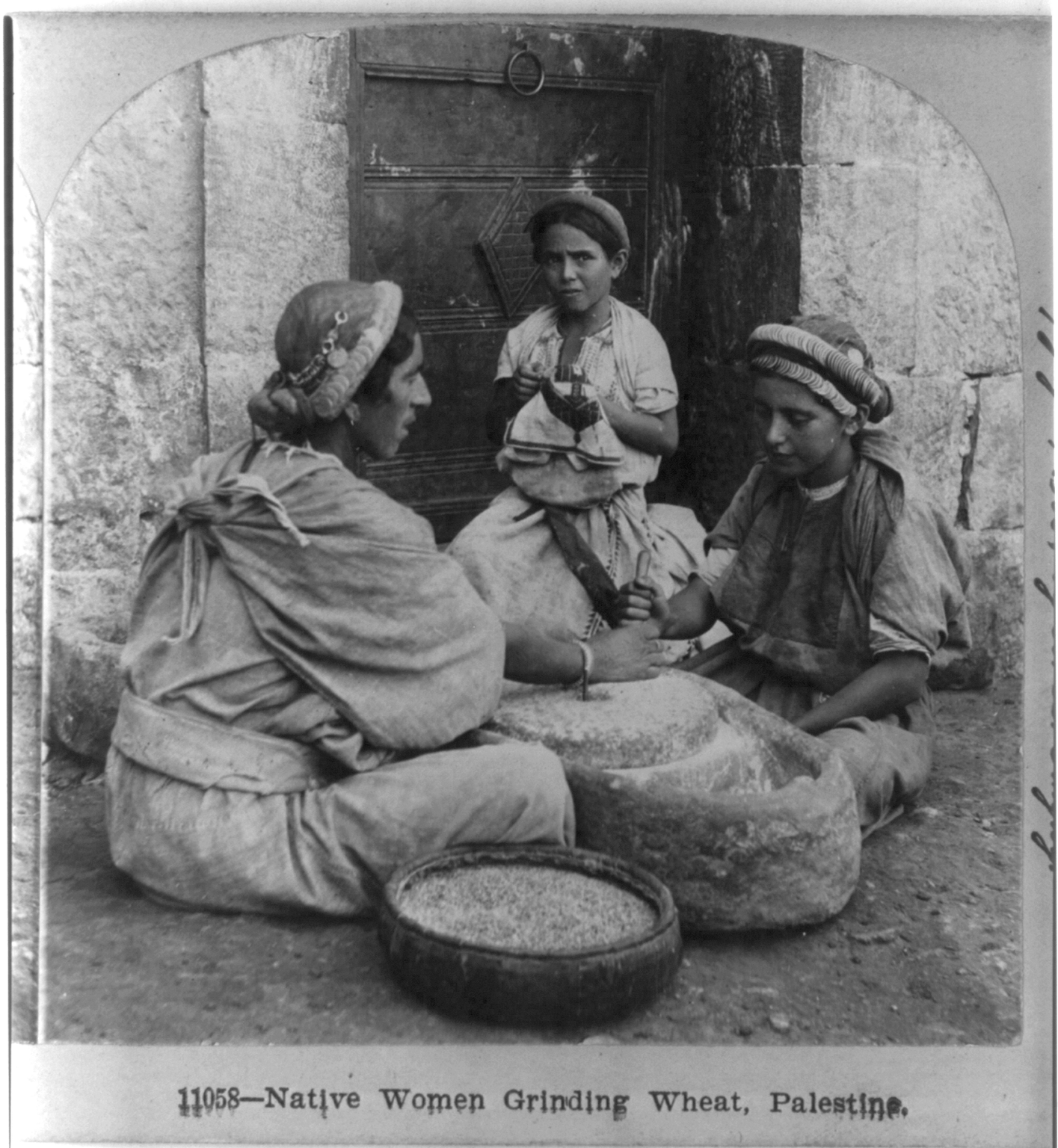
Mujeres palestinas moliendo trigo con un molino de mano, haciendo girar la piedra superior (más fina) (con el mango) contra la superficie plana superior de la piedra inferior más grande. 1900.

52Y Abimelec llegó a la torre y luchó contra ella y se acercó a la puerta de la torre para quemarla con fuego.
53Y cierta mujer arrojó una piedra de molino superior sobre la cabeza de Abimelec y le aplastó el cráneo.'
- «Muela superior»: Un molino de mano normalmente consiste en una piedra de molino superior (con un mango) y una piedra inferior más grande para moler granos colocada entre las piedras. Una piedra de molino superior solía tener un grosor de unas 2 pulgadas (5,1 cm) y un diámetro de 1 pie (30,5 cm), y probablemente pesaba entre 25 y 30 libras (11,4 y 13,6 kg).[32]